# 全米フィギュアスケート選手権
全米フィギュアスケート選手権（United States Figure Skating Championships）は、毎年1月に開かれるアメリカ合衆国のフィギュアスケート全国選手権。主催はアメリカフィギュアスケート連盟。

## 概要

### 歴史
1914年にコネチカット州ニューヘイブンで男女シングルおよびペアの競技会が開催され、第一次世界大戦による未開催を挟み1936年よりアイスダンスも加えられ現在に至る。2005年までは6.0満点の旧採点方式で争われたが、2006年より新採点方式を導入した。

### 競技
シニアクラス、ジュニアクラス、ノービスクラスの3クラスに分かれ、男女シングル、ペア、アイスダンスの4種目で行われる。冬季オリンピック、世界選手権、四大陸選手権、世界ジュニア選手権のアメリカ代表選考も兼ねており、基本的に一発勝負の選考会となっているため非常に重要な意味を持つ大会となっている。また、出場するクラスは1つに限られているため、シニアクラスとジュニアクラスの2つに出場することはできない。他のフィギュアスケート競技会では見られないこの大会の大きな特徴として、上位4選手および組に対してメダルを与え（4位はピューター＝錫合金）、表彰式も4選手および組分用意される。またこの上位5選手および組はシード選手となり翌シーズンの出場資格を得、翌シーズンの予選は免除される。

#### 競技クラス
全米選手権におけるノービス、ジュニア、シニアのクラス区分は、国際スケート連盟ルールに従う国際競技会でのクラスと同名であるが、区分基準が異なる。
全米選手権においてのクラス区分は、それぞれノービス、ジュニア、シニアの技術試験に合格しているかどうかのみであり年齢制限がない。
ノービス試験に合格できない競技者に対しては別途全米ジュニアフィギュアスケート選手権が開催されている。こちらには18歳を上限とするなどの年齢制限がある。

## 歴代メダリスト

### 男子シングル
| 年   | 開催地               | 金                             | 銀                             | 銅                             | 4位                            |
| 1914 | ニューヘイブン       | ノーマン・スコット             | Edward Howland                 | ナサニエル・ナイルズ           |                                |
| 1915 | 未開催               | 未開催                         | 未開催                         | 未開催                         | 未開催                         |
| 1916 | 未開催               | 未開催                         | 未開催                         | 未開催                         | 未開催                         |
| 1917 | 未開催               | 未開催                         | 未開催                         | 未開催                         | 未開催                         |
| 1918 | ニューヨーク         | ナサニエル・ナイルズ           | Karl Engel                     | Edward Howland                 |                                |
| 1919 | 未開催               | 未開催                         | 未開催                         | 未開催                         | 未開催                         |
| 1920 | ニューヨーク         | シャーウィン・バジャー         | ナサニエル・ナイルズ           | Petros Wahlman                 |                                |
| 1921 | フィラデルフィア     | シャーウィン・バジャー         | ナサニエル・ナイルズ           | Edward Howland                 |                                |
| 1922 | ボストン             | シャーウィン・バジャー         | ナサニエル・ナイルズ           |                                |                                |
| 1923 | ニューヘイブン       | シャーウィン・バジャー         | クリス・クリステンソン         | Julius Nelson                  |                                |
| 1924 | フィラデルフィア     | シャーウィン・バジャー         | ナサニエル・ナイルズ           | クリス・クリステンソン         |                                |
| 1925 | ニューヨーク         | ナサニエル・ナイルズ           | George Braakman                | Carl Engel                     |                                |
| 1926 | ボストン             | クリス・クリステンソン         | ナサニエル・ナイルズ           | Ferrier Martin                 |                                |
| 1927 | ニューヨーク         | ナサニエル・ナイルズ           | ロガー・ターナー               | George Braakman                |                                |
| 1928 | ニューヘイブン       | ロガー・ターナー               | Fredrick Goodridge             | Dr. Walter Langer              |                                |
| 1929 | ニューヨーク         | ロガー・ターナー               | Fredrick Goodridge             | ジェームス・レスター・マッデン |                                |
| 1930 | プロビデンス         | ロガー・ターナー               | ジェームス・レスター・マッデン | ジョージ・ヒル                 |                                |
| 1931 | ボストン             | ロガー・ターナー               | ジェームス・レスター・マッデン | ジョージ・ヒル                 |                                |
| 1932 | ニューヨーク         | ロガー・ターナー               | ジェームス・レスター・マッデン | ゲイル・ボーデン               |                                |
| 1933 | ニューヘイブン       | ロガー・ターナー               | ジェームス・レスター・マッデン | ロビン・リー                   |                                |
| 1934 | フィラデルフィア     | ロガー・ターナー               | ロビン・リー                   | ジョージ・ヒル                 |                                |
| 1935 | ニューヘイブン       | ロビン・リー                   | ロガー・ターナー               | ジェームス・レスター・マッデン |                                |
| 1936 | ニューヨーク         | ロビン・リー                   | アール・ライター               | ジョージ・ヒル                 |                                |
| 1937 | シカゴ               | ロビン・リー                   | アール・ライター               | ウィリアム・ネイゲル           |                                |
| 1938 | フィラデルフィア     | ロビン・リー                   | アール・ライター               | Ollie Haupt Jr.                |                                |
| 1939 | セントポール         | ロビン・リー                   | Ollie Haupt Jr.                | ユージン・ターナー             |                                |
| 1940 | クリーブランド       | ユージン・ターナー             | Ollie Haupt Jr.                | Skippy Baxter                  |                                |
| 1941 | ボストン             | ユージン・ターナー             | アーサー・ボーン・ジュニア     | ウィリアム・ネイゲル           |                                |
| 1942 | シカゴ               | ボビー・スペクト               | William Grimditch              | アーサー・ボーン・ジュニア     |                                |
| 1943 | ニューヨーク         | アーサー・ボーン・ジュニア     | Arthur Preusch                 | ウィリアム・ネイゲル           |                                |
| 1944 | 未開催               | 未開催                         | 未開催                         | 未開催                         | 未開催                         |
| 1945 | 未開催               | 未開催                         | 未開催                         | 未開催                         | 未開催                         |
| 1946 | シカゴ               | ディック・バトン               | James Lochead                  | Johm Tuckerman                 |                                |
| 1947 | バークレー           | ディック・バトン               | ジョン・リッテンガバー         | ジェームズ・グローガン         |                                |
| 1948 | コロラドスプリングス | ディック・バトン               | ジェームズ・グローガン         | ジョン・リッテンガバー         |                                |
| 1949 | コロラドスプリングス | ディック・バトン               | ジェームズ・グローガン         | ヘイス・アラン・ジェンキンス   |                                |
| 1950 | ワシントン           | ディック・バトン               | ヘイス・アラン・ジェンキンス   | Richard Dwyer                  |                                |
| 1951 | シアトル             | ディック・バトン               | ジェームズ・グローガン         | ヘイス・アラン・ジェンキンス   |                                |
| 1952 | コロラドスプリングス | ディック・バトン               | ジェームズ・グローガン         | ヘイス・アラン・ジェンキンス   |                                |
| 1953 | ハリスバーグ         | ヘイス・アラン・ジェンキンス   | ロナルド・ロバートソン         | Dudley Richards                |                                |
| 1954 | ロサンゼルス         | ヘイス・アラン・ジェンキンス   | デヴィッド・ジェンキンス       | ロナルド・ロバートソン         |                                |
| 1955 | コロラドスプリングス | ヘイス・アラン・ジェンキンス   | デヴィッド・ジェンキンス       | Hugh Graham                    |                                |
| 1956 | フィラデルフィア     | ヘイス・アラン・ジェンキンス   | ロナルド・ロバートソン         | デヴィッド・ジェンキンス       |                                |
| 1957 | バークレー           | デヴィッド・ジェンキンス       | ティモシー・ブラウン           | トム・ムーア                   | ロバート・ブルーワー           |
| 1958 | ミネアポリス         | デヴィッド・ジェンキンス       | ティモシー・ブラウン           | トム・ムーア                   | ロバート・ブルーワー           |
| 1959 | ロチェスター         | デヴィッド・ジェンキンス       | ティモシー・ブラウン           | ロバート・ブルーワー           | ブラッドリー・ロード           |
| 1960 | シアトル             | デヴィッド・ジェンキンス       | ティモシー・ブラウン           | ロバート・ブルーワー           | ブラッドリー・ロード           |
| 1961 | コロラドスプリングス | ブラッドリー・ロード           | グレゴリー・ケリー             | ティモシー・ブラウン           |                                |
| 1962 | ボストン             | モンティ・ホイト               | スコット・アレン               | David Edwards                  |                                |
| 1963 | ロングビーチ         | トーマス・リッツ               | スコット・アレン               | モンティ・ホイト               |                                |
| 1964 | クリーブランド       | スコット・アレン               | トーマス・リッツ               | モンティ・ホイト               |                                |
| 1965 | レークプラシッド     | ガリー・ビスコンティ           | スコット・アレン               | ティモシー・ウッド             |                                |
| 1966 | バークレー           | スコット・アレン               | ガリー・ビスコンティ           | Billy Chapel                   |                                |
| 1967 | オマハ               | ガリー・ビスコンティ           | スコット・アレン               | ティモシー・ウッド             | ジョン・ミーシャ・ペトケビッチ |
| 1968 | フィラデルフィア     | ティモシー・ウッド             | ガリー・ビスコンティ           | ジョン・ミーシャ・ペトケビッチ |                                |
| 1969 | シアトル             | ティモシー・ウッド             | ジョン・ミーシャ・ペトケビッチ | ガリー・ビスコンティ           |                                |
| 1970 | タルサ               | ティモシー・ウッド             | ジョン・ミーシャ・ペトケビッチ | ケニス・シェリー               |                                |
| 1971 | バッファロー         | ジョン・ミーシャ・ペトケビッチ | ケニス・シェリー               | ゴードン・マッケレン           |                                |
| 1972 | ロングビーチ         | ケニス・シェリー               | ジョン・ミーシャ・ペトケビッチ | ゴードン・マッケレン           |                                |
| 1973 | ミネアポリス         | ゴードン・マッケレン           | Robert Bradshaw                | デヴィッド・サンティ           |                                |
| 1974 | プロビデンス         | ゴードン・マッケレン           | テリー・クビカ                 | チャールズ・ティックナー       |                                |
| 1975 | オークランド         | ゴードン・マッケレン           | テリー・クビカ                 | チャールズ・ティックナー       |                                |
| 1976 | コロラドスプリングス | テリー・クビカ                 | デヴィッド・サンティ           | スコット・クレイマー           | チャールズ・ティックナー       |
| 1977 | ハートフォード       | チャールズ・ティックナー       | スコット・クレイマー           | デヴィッド・サンティ           |                                |
| 1978 | ポートランド         | チャールズ・ティックナー       | デヴィッド・サンティ           | スコット・ハミルトン           |                                |
| 1979 | シンシナティ         | チャールズ・ティックナー       | スコット・クレイマー           | デヴィッド・サンティ           | スコット・ハミルトン           |
| 1980 | アトランタ           | チャールズ・ティックナー       | デヴィッド・サンティ           | スコット・ハミルトン           | スコット・クレイマー           |
| 1981 | サンディエゴ         | スコット・ハミルトン           | デヴィッド・サンティ           | ロバート・ワーゲンホッファー   |                                |
| 1982 | インディアナポリス   | スコット・ハミルトン           | ロバート・ワーゲンホッファー   | デヴィッド・サンティ           | ブライアン・ボイタノ           |
| 1983 | ピッツバーグ         | スコット・ハミルトン           | ブライアン・ボイタノ           | マーク・カックレル             | ボビー・ビーチャム             |
| 1984 | ソルトレイクシティ   | スコット・ハミルトン           | ブライアン・ボイタノ           | マーク・カックレル             | ポール・ワイリー               |
| 1985 | カンザスシティ       | ブライアン・ボイタノ           | マーク・カックレル             | スコット・ウィリアムズ         | クリストファー・ボウマン       |
| 1986 | ユニオンデール       | ブライアン・ボイタノ           | スコット・ウィリアムズ         | ダニエル・ドーラン             | アンジェロ・ダゴスティーノ     |
| 1987 | タコマ               | ブライアン・ボイタノ           | クリストファー・ボウマン       | スコット・ウィリアムズ         | ダニエル・ドーラン             |
| 1988 | デンバー             | ブライアン・ボイタノ           | ポール・ワイリー               | クリストファー・ボウマン       | ダニエル・ドーラン             |
| 1989 | ボルチモア           | クリストファー・ボウマン       | ダニエル・ドーラン             | ポール・ワイリー               | エリック・ラーソン             |
| 1990 | ソルトレイクシティ   | トッド・エルドリッジ           | ポール・ワイリー               | マーク・ミッチェル             | エリック・ラーソン             |
| 1991 | ミネアポリス         | トッド・エルドリッジ           | クリストファー・ボウマン       | ポール・ワイリー               | マーク・ミッチェル             |
| 1992 | オーランド           | クリストファー・ボウマン       | ポール・ワイリー               | マーク・ミッチェル             | スコット・デイヴィス           |
| 1993 | フェニックス         | スコット・デイヴィス           | マーク・ミッチェル             | マイケル・チャック             | アレン・ニールセン             |
| 1994 | デトロイト           | スコット・デイヴィス           | ブライアン・ボイタノ           | アレン・ニールセン             | トッド・エルドリッジ           |
| 1995 | プロビデンス         | トッド・エルドリッジ           | スコット・デイヴィス           | アレン・ニールセン             | デイモン・アレン               |
| 1996 | サンノゼ             | ルディ・ガリンド               | トッド・エルドリッジ           | ダニエル・ホランダー           | スコット・デイヴィス           |
| 1997 | ナッシュビル         | トッド・エルドリッジ           | マイケル・ワイス               | ダニエル・ホランダー           | スコット・デイヴィス           |
| 1998 | フィラデルフィア     | トッド・エルドリッジ           | マイケル・ワイス               | スコット・デイヴィス           | シェパード・クラーク           |
| 1999 | ソルトレイクシティ   | マイケル・ワイス               | トリフン・ジバノビッチ         | ティモシー・ゲーブル           | マシュー・サボイ               |
| 2000 | クリーブランド       | マイケル・ワイス               | ティモシー・ゲーブル           | トリフン・ジバノビッチ         | マシュー・サボイ               |
| 2001 | ボストン             | ティモシー・ゲーブル           | トッド・エルドリッジ           | マシュー・サボイ               | マイケル・ワイス               |
| 2002 | ロサンゼルス         | トッド・エルドリッジ           | ティモシー・ゲーブル           | マイケル・ワイス               | マシュー・サボイ               |
| 2003 | ダラス               | マイケル・ワイス               | ティモシー・ゲーブル           | ライアン・ヤンキー             | スコット・スミス               |
| 2004 | アトランタ           | ジョニー・ウィアー             | マイケル・ワイス               | マシュー・サボイ               | ライアン・ヤンキー             |
| 2005 | ポートランド         | ジョニー・ウィアー             | ティモシー・ゲーブル           | エヴァン・ライサチェク         | マシュー・サボイ               |
| 2006 | セントルイス         | ジョニー・ウィアー             | エヴァン・ライサチェク         | マシュー・サボイ               | マイケル・ワイス               |
| 2007 | スポケーン           | エヴァン・ライサチェク         | ライアン・ブラッドレイ         | ジョニー・ウィアー             | ジェレミー・アボット           |
| 2008 | セントポール         | エヴァン・ライサチェク         | ジョニー・ウィアー             | スティーブン・キャリエール     | ジェレミー・アボット           |
| 2009 | クリーブランド       | ジェレミー・アボット           | ブランドン・ムロズ             | エヴァン・ライサチェク         | ライアン・ブラッドレイ         |
| 2010 | スポケーン           | ジェレミー・アボット           | エヴァン・ライサチェク         | ジョニー・ウィアー             | ライアン・ブラッドレイ         |
| 2011 | グリーンズボロ       | ライアン・ブラッドレイ         | リチャード・ドーンブッシュ     | ロス・マイナー                 | ジェレミー・アボット           |
| 2012 | サンノゼ             | ジェレミー・アボット           | アダム・リッポン               | ロス・マイナー                 | アーミン・マーバヌーザデー     |
| 2013 | オマハ               | マックス・アーロン             | ロス・マイナー                 | ジェレミー・アボット           | ジョシュア・ファリス           |
| 2014 | ボストン             | ジェレミー・アボット           | ジェイソン・ブラウン           | マックス・アーロン             | ジョシュア・ファリス           |
| 2015 | グリーンズボロ       | ジェイソン・ブラウン           | アダム・リッポン               | ジョシュア・ファリス           | マックス・アーロン             |
| 2016 | セントポール         | アダム・リッポン               | マックス・アーロン             | ネイサン・チェン               | グラント・ホッホスタイン       |
| 2017 | カンザスシティ       | ネイサン・チェン               | ヴィンセント・ジョウ           | ジェイソン・ブラウン           | グラント・ホッホスタイン       |
| 2018 | サンノゼ             | ネイサン・チェン               | ロス・マイナー                 | ヴィンセント・ジョウ           | アダム・リッポン               |
| 2019 | デトロイト           | ネイサン・チェン               | ヴィンセント・ジョウ           | ジェイソン・ブラウン           | 樋渡知樹                       |
| 2020 | グリーンズボロ       | ネイサン・チェン               | ジェイソン・ブラウン           | 樋渡知樹                       | ヴィンセント・ジョウ           |
| 2021 | ラスベガス           | ネイサン・チェン               | ヴィンセント・ジョウ           | ジェイソン・ブラウン           | ヤロスラフ・パニオット         |
| 2022 | ナッシュビル         | ネイサン・チェン               | イリア・マリニン               | ヴィンセント・ジョウ           | ジェイソン・ブラウン           |
| 2023 | サンノゼ             | イリア・マリニン               | ジェイソン・ブラウン           | アンドリュー・トルガシェフ     | マキシム・ナウモフ             |
| 2024 | コロンバス           | イリア・マリニン               | ジェイソン・ブラウン           | カムデン・プルキネン           | マキシム・ナウモフ             |
| 2025 | ウィチタ             | イリア・マリニン               | アンドリュー・トルガシェフ     | カムデン・プルキネン           | マキシム・ナウモフ             |

### 女子シングル
| 年   | 開催地               | 金                           | 銀                         | 銅                         | 4位                        |
| 1914 | ニューヘイブン       | テレサ・ウェルド             | Edith Rotch                | Raynham Townshend          |                            |
| 1915 | 未開催               | 未開催                       | 未開催                     | 未開催                     | 未開催                     |
| 1916 | 未開催               | 未開催                       | 未開催                     | 未開催                     | 未開催                     |
| 1917 | 未開催               | 未開催                       | 未開催                     | 未開催                     | 未開催                     |
| 1918 | ニューヨーク         | ローズマリー・ベレスフォード | テレサ・ウェルド           | -                          | -                          |
| 1919 | 未開催               | 未開催                       | 未開催                     | 未開催                     | 未開催                     |
| 1920 | ニューヨーク         | テレサ・ウェルド             | Martha Brown               | Lilian Cramer              |                            |
| 1921 | フィラデルフィア     | テレサ・ウェルド             | Lilian Cramer              | -                          | -                          |
| 1922 | ボストン             | テレサ・ウェルド             | ベアトリクス・ローラン     | -                          | -                          |
| 1923 | ニューヘイブン       | テレサ・ウェルド             | ベアトリクス・ローラン     | Lilian Cramer              |                            |
| 1924 | フィラデルフィア     | テレサ・ウェルド             | Rosalie Knapp              | -                          | -                          |
| 1925 | ニューヨーク         | ベアトリクス・ローラン       | テレサ・ウェルド           | Rosalie Knapp              |                            |
| 1926 | ボストン             | ベアトリクス・ローラン       | テレサ・ウェルド           | マリベル・ビンソン         |                            |
| 1927 | ニューヨーク         | ベアトリクス・ローラン       | マリベル・ビンソン         | テレサ・ウェルド           |                            |
| 1928 | ニューヘイブン       | マリベル・ビンソン           | スザンヌ・デービス         | -                          | -                          |
| 1929 | ニューヨーク         | マリベル・ビンソン           | Edith Secord               | スザンヌ・デービス         |                            |
| 1930 | プロビデンス         | マリベル・ビンソン           | Edith Secord               | スザンヌ・デービス         |                            |
| 1931 | ボストン             | マリベル・ビンソン           | Edith Secord               | Hulda Berger               |                            |
| 1932 | ニューヨーク         | マリベル・ビンソン           | マーガレット・ベネット     | ルイーズ・ウェイゲル       |                            |
| 1933 | ニューヘイブン       | マリベル・ビンソン           | スザンヌ・デービス         | ルイーズ・ウェイゲル       |                            |
| 1934 | フィラデルフィア     | スザンヌ・デービス           | ルイーズ・ウェイゲル       | エステル・ウェイゲル       |                            |
| 1935 | ニューヘイブン       | マリベル・ビンソン           | スザンヌ・デービス         | ルイーズ・ウェイゲル       |                            |
| 1936 | ニューヨーク         | マリベル・ビンソン           | ルイーズ・ウェイゲル       | オードリー・ペッペ         |                            |
| 1937 | シカゴ               | マリベル・ビンソン           | Polly Blodgett             | Katherine Durbrow          |                            |
| 1938 | フィラデルフィア     | ジョーン・トザー             | オードリー・ペッペ         | Polly Blodgett             |                            |
| 1939 | セントポール         | ジョーン・トザー             | オードリー・ペッペ         | Charlotte Walther          |                            |
| 1940 | クリーブランド       | ジョーン・トザー             | ヘディ・シュテヌフ         | ジェーン・ボーン           |                            |
| 1941 | ボストン             | ジェーン・ボーン             | グレッチェン・メリル       | Charlotte Walther          |                            |
| 1942 | シカゴ               | ジェーン・ボーン             | グレッチェン・メリル       | Phebe Tucker               |                            |
| 1943 | ニューヨーク         | グレッチェン・メリル         | Dorothy Goos               | Janette Ahrens             |                            |
| 1944 | ミネアポリス         | グレッチェン・メリル         | Dorothy Goos               | Ramona Allen               |                            |
| 1945 | ニューヨーク         | グレッチェン・メリル         | Janette Ahrens             | Madelon Olson              |                            |
| 1946 | シカゴ               | グレッチェン・メリル         | Janette Ahrens             | Madelon Olson              |                            |
| 1947 | バークレー           | グレッチェン・メリル         | Janette Ahrens             | エイリーン・セイ           |                            |
| 1948 | コロラドスプリングス | グレッチェン・メリル         | イボンヌ・シャーマン       | Helen Uhl                  |                            |
| 1949 | コロラドスプリングス | イボンヌ・シャーマン         | グレッチェン・メリル       | ヴァージニア・バクスター   |                            |
| 1950 | ワシントン           | イボンヌ・シャーマン         | ソニア・クロッパー         | ヴァージニア・バクスター   |                            |
| 1951 | シアトル             | ソニア・クロッパー           | テンリー・オルブライト     | ヴァージニア・バクスター   |                            |
| 1952 | コロラドスプリングス | テンリー・オルブライト       | Frances Dorsey             | Helen Geekie               |                            |
| 1953 | ハリスバーグ         | テンリー・オルブライト       | キャロル・ヘイス           | Margaret Graham            |                            |
| 1954 | ロサンゼルス         | テンリー・オルブライト       | キャロル・ヘイス           | Frances Dorsey             |                            |
| 1955 | コロラドスプリングス | テンリー・オルブライト       | キャロル・ヘイス           | キャサリン・マチャド       |                            |
| 1956 | フィラデルフィア     | テンリー・オルブライト       | キャロル・ヘイス           | キャサリン・マチャド       |                            |
| 1957 | バークレー           | キャロル・ヘイス             | Joan Schenke               | Claralynn Lewis            |                            |
| 1958 | ミネアポリス         | キャロル・ヘイス             | Carol Wanek                | Lynn Finnegan              |                            |
| 1959 | ロチェスター         | キャロル・ヘイス             | Nancy Heiss                | バーバラ・ロールズ         |                            |
| 1960 | シアトル             | キャロル・ヘイス             | バーバラ・ロールズ         | ローレンス・オーウェン     |                            |
| 1961 | コロラドスプリングス | ローレンス・オーウェン       | Stephanie Westerfeld       | Rhode Lee Michelson        |                            |
| 1962 | ボストン             | バーバラ・ロールズ           | ロレイン・ハンロン         | Victoria Fisher            |                            |
| 1963 | ロングビーチ         | ロレイン・ハンロン           | クリスティーン・ヘイグラー | Karen Howland              |                            |
| 1964 | クリーブランド       | ペギー・フレミング           | アルバーティーナ・ノイエス | クリスティーン・ヘイグラー | ロレイン・ハンロン         |
| 1965 | レークプラシッド     | ペギー・フレミング           | クリスティーン・ヘイグラー | アルバーティーナ・ノイエス |                            |
| 1966 | バークレー           | ペギー・フレミング           | アルバーティーナ・ノイエス | Pamela Schneider           |                            |
| 1967 | オマハ               | ペギー・フレミング           | アルバーティーナ・ノイエス | Jennie Walsh               | ジャネット・リン           |
| 1968 | フィラデルフィア     | ペギー・フレミング           | アルバーティーナ・ノイエス | ジャネット・リン           |                            |
| 1969 | シアトル             | ジャネット・リン             | ジュリー・ホームズ         | アルバーティーナ・ノイエス |                            |
| 1970 | タルサ               | ジャネット・リン             | ジュリー・ホームズ         | Dawn Glab                  |                            |
| 1971 | バッファロー         | ジャネット・リン             | ジュリー・ホームズ         | スーナ・マーレイ           |                            |
| 1972 | ロングビーチ         | ジャネット・リン             | ジュリー・ホームズ         | スーナ・マーレイ           | ドロシー・ハミル           |
| 1973 | ミネアポリス         | ジャネット・リン             | ドロシー・ハミル           | Juli McKinstry             |                            |
| 1974 | プロビデンス         | ドロシー・ハミル             | Juli McKinstry             | キャス・マルンベルグ       |                            |
| 1975 | オークランド         | ドロシー・ハミル             | ウェンディ・バージ         | キャス・マルンベルグ       | バーバラ・スミス           |
| 1976 | コロラドスプリングス | ドロシー・ハミル             | リンダ・フラチアニ         | ウェンディ・バージ         |                            |
| 1977 | ハートフォード       | リンダ・フラチアニ           | バーバラ・スミス           | ウェンディ・バージ         |                            |
| 1978 | ポートランド         | リンダ・フラチアニ           | リサ＝マリー・アレン       | プリシラ・ヒル             |                            |
| 1979 | シンシナティ         | リンダ・フラチアニ           | リサ＝マリー・アレン       | Carrie Rugh                |                            |
| 1980 | アトランタ           | リンダ・フラチアニ           | リサ＝マリー・アレン       | サンディー・レンツ         | エレイン・ザヤック         |
| 1981 | サンディエゴ         | エレイン・ザヤック           | プリシラ・ヒル             | リサ＝マリー・アレン       | ロザリン・サムナーズ       |
| 1982 | インディアナポリス   | ロザリン・サムナーズ         | ビッキー・デ・ブリーズ     | エレイン・ザヤック         | ジャッキー・ファレル       |
| 1983 | ピッツバーグ         | ロザリン・サムナーズ         | エレイン・ザヤック         | ティファニー・チン         | ビッキー・デ・ブリーズ     |
| 1984 | ソルトレイクシティ   | ロザリン・サムナーズ         | ティファニー・チン         | エレイン・ザヤック         | ジル・フロスト             |
| 1985 | カンザスシティ       | ティファニー・チン           | デヴィ・トーマス           | カリン・カダヴィ           |                            |
| 1986 | ユニオンデール       | デヴィ・トーマス             | カリン・カダヴィ           | ティファニー・チン         |                            |
| 1987 | タコマ               | ジル・トレナリー             | デヴィ・トーマス           | カリン・カダヴィ           | ティファニー・チン         |
| 1988 | デンバー             | デヴィ・トーマス             | ジル・トレナリー           | カリン・カダヴィ           |                            |
| 1989 | ボルチモア           | ジル・トレナリー             | クリスティー・ヤマグチ     | トーニャ・ハーディング     | ホリー・クック             |
| 1990 | ソルトレイクシティ   | ジル・トレナリー             | クリスティー・ヤマグチ     | ホリー・クック             | ナンシー・ケリガン         |
| 1991 | ミネアポリス         | トーニャ・ハーディング       | クリスティー・ヤマグチ     | ナンシー・ケリガン         | トニア・クワイトコウスキー |
| 1992 | オーランド           | クリスティー・ヤマグチ       | ナンシー・ケリガン         | トーニャ・ハーディング     | リサ・アーバイン           |
| 1993 | フェニックス         | ナンシー・ケリガン           | リサ・アーバイン           | トニア・クワイトコウスキー | トーニャ・ハーディング     |
| 1994 | デトロイト           | [ 1 ]                        | ミシェル・クワン           | ニコール・ボベック         | エレイン・ザヤック         |
| 1995 | プロビデンス         | ニコール・ボベック           | ミシェル・クワン           | トニア・クワイトコウスキー | 伊奈恭子                   |
| 1996 | サンノゼ             | ミシェル・クワン             | トニア・クワイトコウスキー | タラ・リピンスキー         | シドニー・ボーゲル         |
| 1997 | ナッシュビル         | タラ・リピンスキー           | ミシェル・クワン           | ニコール・ボベック         | アンジェラ・ニコディノフ   |
| 1998 | フィラデルフィア     | ミシェル・クワン             | タラ・リピンスキー         | ニコール・ボベック         | トニア・クワイトコウスキー |
| 1999 | ソルトレイクシティ   | ミシェル・クワン             | ナオミ・ナリ・ナム         | アンジェラ・ニコディノフ   | サラ・ヒューズ             |
| 2000 | クリーブランド       | ミシェル・クワン             | サーシャ・コーエン         | サラ・ヒューズ             | アンジェラ・ニコディノフ   |
| 2001 | ボストン             | ミシェル・クワン             | サラ・ヒューズ             | アンジェラ・ニコディノフ   | ジェニファー・カーク       |
| 2002 | ロサンゼルス         | ミシェル・クワン             | サーシャ・コーエン         | サラ・ヒューズ             | アンジェラ・ニコディノフ   |
| 2003 | ダラス               | ミシェル・クワン             | サラ・ヒューズ             | サーシャ・コーエン         | アン・パトリス・マクドノー |
| 2004 | アトランタ           | ミシェル・クワン             | サーシャ・コーエン         | ジェニファー・カーク       | アンバー・コーウィン       |
| 2005 | ポートランド         | ミシェル・クワン             | サーシャ・コーエン         | キミー・マイズナー         | ジェニファー・カーク       |
| 2006 | セントルイス         | サーシャ・コーエン           | キミー・マイズナー         | エミリー・ヒューズ         | ケイティ・テイラー         |
| 2007 | スポケーン           | キミー・マイズナー           | エミリー・ヒューズ         | アリッサ・シズニー         | ベアトリサ・リャン         |
| 2008 | セントポール         | 長洲未来                     | レイチェル・フラット       | アシュリー・ワグナー       | キャロライン・ジャン       |
| 2009 | クリーブランド       | アリッサ・シズニー           | レイチェル・フラット       | キャロライン・ジャン       | アシュリー・ワグナー       |
| 2010 | スポケーン           | レイチェル・フラット         | 長洲未来                   | アシュリー・ワグナー       | サーシャ・コーエン         |
| 2011 | グリーンズボロ       | アリッサ・シズニー           | レイチェル・フラット       | 長洲未来                   | アグネス・ザワツキー       |
| 2012 | サンノゼ             | アシュリー・ワグナー         | アリッサ・シズニー         | アグネス・ザワツキー       | キャロライン・ジャン       |
| 2013 | オマハ               | アシュリー・ワグナー         | グレイシー・ゴールド       | アグネス・ザワツキー       | コートニー・ヒックス       |
| 2014 | ボストン             | グレイシー・ゴールド         | ポリーナ・エドモンズ       | 長洲未来                   | アシュリー・ワグナー       |
| 2015 | グリーンズボロ       | アシュリー・ワグナー         | グレイシー・ゴールド       | カレン・チェン             | ポリーナ・エドモンズ       |
| 2016 | セントポール         | グレイシー・ゴールド         | ポリーナ・エドモンズ       | アシュリー・ワグナー       | 長洲未来                   |
| 2017 | カンザスシティ       | カレン・チェン               | アシュリー・ワグナー       | マライア・ベル             | 長洲未来                   |
| 2018 | サンノゼ             | ブレイディ・テネル           | 長洲未来                   | カレン・チェン             | アシュリー・ワグナー       |
| 2019 | デトロイト           | アリサ・リュウ               | ブレイディ・テネル         | マライア・ベル             | ハンナ・ハレル             |
| 2020 | グリーンズボロ       | アリサ・リュウ               | マライア・ベル             | ブレイディ・テネル         | カレン・チェン             |
| 2021 | ラスベガス           | ブレイディ・テネル           | アンバー・グレン           | カレン・チェン             | アリサ・リュウ             |
| 2022 | ナッシュビル         | マライア・ベル               | カレン・チェン             | イザボー・レヴィト         | ガブリエラ・イッツォ       |
| 2023 | サンノゼ             | イザボー・レヴィト           | ブレイディ・テネル         | アンバー・グレン           | スター・アンドリュース     |
| 2024 | コロンバス           | アンバー・グレン             | ジョセフィン・リー         | イザボー・レヴィト         | サラ・エバーハード         |
| 2025 | ウィチタ             | アンバー・グレン             | アリサ・リュウ             | サラ・エバーハード         | ブレイディ・テネル         |

### ペア
| 年   | 開催地               | 金                                                | 銀                                                    | 銅                                                    | 4位                                                                                    |
| 1914 | ニューヘイブン       | ジーン・シェヴァリエ ノーマン・スコット           | テレサ・ウェルド ナサニエル・ナイルズ                 | Eleanor Crocker エドワード・ホーランド                |                                                                                        |
| 1915 | 未開催               | 未開催                                            | 未開催                                                | 未開催                                                | 未開催                                                                                 |
| 1916 | 未開催               | 未開催                                            | 未開催                                                | 未開催                                                | 未開催                                                                                 |
| 1917 | 未開催               | 未開催                                            | 未開催                                                | 未開催                                                | 未開催                                                                                 |
| 1918 | ニューヨーク         | テレサ・ウェルド ナサニエル・ナイルズ             | クララ・フロシンガム シャーウィン・バジャー           | -                                                     | -                                                                                      |
| 1919 | 未開催               | 未開催                                            | 未開催                                                | 未開催                                                | 未開催                                                                                 |
| 1920 | ニューヨーク         | テレサ・ウェルド ナサニエル・ナイルズ             | イーディス・ロッチ シャーウィン・バジャー             | -                                                     | -                                                                                      |
| 1921 | フィラデルフィア     | テレサ・ウェルド ナサニエル・ナイルズ             | ミセス・エドワード・ホーランド エドワード・ホーランド | クララ・フロシンガム Charles Rotch                    |                                                                                        |
| 1922 | ボストン             | テレサ・ウェルド ナサニエル・ナイルズ             | ミセス・エドワード・ホーランド エドワード・ホーランド | イーディス・ロッチ Francis Munroe                     |                                                                                        |
| 1923 | ニューヘイブン       | テレサ・ウェルド ナサニエル・ナイルズ             | -                                                     | -                                                     | -                                                                                      |
| 1924 | フィラデルフィア     | テレサ・ウェルド ナサニエル・ナイルズ             | Grace Munstock Joel Liberman                          | -                                                     | -                                                                                      |
| 1925 | ニューヨーク         | テレサ・ウェルド ナサニエル・ナイルズ             | Ada Bauman George Braakman                            | Grace Munstock Joel Liberman                          |                                                                                        |
| 1926 | ボストン             | テレサ・ウェルド ナサニエル・ナイルズ             | Sydney Goode James Greene                             | Grace Munstock Joel Liberman                          |                                                                                        |
| 1927 | ニューヨーク         | テレサ・ウェルド ナサニエル・ナイルズ             | ベアトリクス・ローラン レイモンド・ハーベイ           | Ada Bauman George Braakman                            |                                                                                        |
| 1928 | ニューヘイブン       | マリベル・ビンソン ソーントン・クーリッジ         | テレサ・ウェルド ナサニエル・ナイルズ                 | Ada Bauman George Braakman                            |                                                                                        |
| 1929 | ニューヨーク         | マリベル・ビンソン ソーントン・クーリッジ         | テレサ・ウェルド ナサニエル・ナイルズ                 | Edith Secord Joseph Savage                            |                                                                                        |
| 1930 | プロビデンス         | ベアトリクス・ローラン シャーウィン・バジャー     | マリベル・ビンソン ジョージ・ヒル                     | Edith Secord Joseph Savage                            |                                                                                        |
| 1931 | ボストン             | ベアトリクス・ローラン シャーウィン・バジャー     | マリベル・ビンソン ジョージ・ヒル                     | Grace Madden ジェームス・レスター・マッデン           |                                                                                        |
| 1932 | ニューヨーク         | ベアトリクス・ローラン シャーウィン・バジャー     | マリベル・ビンソン ジョージ・ヒル                     | Gertrude Meredith Joseph Savage                       |                                                                                        |
| 1933 | ニューヘイブン       | マリベル・ビンソン ジョージ・ヒル                 | Grace Madden ジェームス・レスター・マッデン           | Gertrude Meredith Joseph Savage                       |                                                                                        |
| 1934 | フィラデルフィア     | Grace Madden ジェームス・レスター・マッデン       | Eva Schwerdt William Bruns                            | -                                                     | -                                                                                      |
| 1935 | ニューヘイブン       | マリベル・ビンソン ジョージ・ヒル                 | Grace Madden ジェームス・レスター・マッデン           | Eva Schwerdt William Bruns                            |                                                                                        |
| 1936 | ニューヨーク         | マリベル・ビンソン ジョージ・ヒル                 | Polly Blodgett ロガー・ターナー                       | マージョリー・パーカー・スミス Howard Meredith        |                                                                                        |
| 1937 | シカゴ               | マリベル・ビンソン ジョージ・ヒル                 | Grace Madden ジェームス・レスター・マッデン           | ジョーン・トザー Bernard Fox                          |                                                                                        |
| 1938 | フィラデルフィア     | ジョーン・トザー Bernard Fox                      | Grace Madden ジェームス・レスター・マッデン           | Ardelle Sanderson Roland Janson                       |                                                                                        |
| 1939 | セントポール         | ジョーン・トザー Bernard Fox                      | Annah M. Hall William Hall                            | Eva Schwerdt Bruns William Bruns                      |                                                                                        |
| 1940 | クリーブランド       | ジョーン・トザー Bernard Fox                      | ヘディ・シュテヌフ Skippy Baxter                      | Eva Schwerdt Bruns William Bruns                      |                                                                                        |
| 1941 | ボストン             | Donna Atwood ユージン・ターナー                   | Patricia Vaeth Jack Might                             | Joan Mitchell ボビー・スペクト                        |                                                                                        |
| 1942 | シカゴ               | Doris Schubach Walter Noffke                      | Janette Ahrens Robert Uppgren                         | Margaret Field Jack Might                             |                                                                                        |
| 1943 | ニューヨーク         | Doris Schubach Walter Noffke                      | Janette Ahrens Robert Uppgren                         | ドロシー・グース Edward LeMaire                       |                                                                                        |
| 1944 | ミネアポリス         | Doris Schubach Walter Noffke                      | Janette Ahrens Arthur Preusch                         | Marcella May James Lochead                            |                                                                                        |
| 1945 | ニューヨーク         | Donna J. Pospisil Jean Pierre Brunet              | Ann McGean Michael McGean                             | Marcella May James Lochead                            |                                                                                        |
| 1946 | シカゴ               | Donna J. Pospisil Jean Pierre Brunet              | キャロル・ケネディ ピーター・ケネディ                 | Patty Sonnekson Charles Brinkman                      |                                                                                        |
| 1947 | バークレー           | イボンヌ・シャーマン Robert Swenning              | キャロル・ケネディ ピーター・ケネディ                 | Carolyn Welch Charles Brinkman                        |                                                                                        |
| 1948 | コロラドスプリングス | キャロル・ケネディ ピーター・ケネディ             | イボンヌ・シャーマン Robert Swenning                  | Harriet Sutton Lyman Wakefield                        |                                                                                        |
| 1949 | コロラドスプリングス | キャロル・ケネディ ピーター・ケネディ             | Irene Maguire Walter Muehlbronner                     | アン・デイヴィス カールトン・ホフナー                 |                                                                                        |
| 1950 | ワシントン           | キャロル・ケネディ ピーター・ケネディ             | Irene Maguire Walter Muehlbronner                     | アン・デイヴィス カールトン・ホフナー                 |                                                                                        |
| 1951 | シアトル             | キャロル・ケネディ ピーター・ケネディ             | Janet Gerhauser John Nightingale                      | Anne Holt Austin Holt                                 |                                                                                        |
| 1952 | コロラドスプリングス | キャロル・ケネディ ピーター・ケネディ             | Janet Gerhauser John Nightingale                      | -                                                     |                                                                                        |
| 1953 | ハリスバーグ         | Carole Ormaca Robin Greiner                       | マーガレット・グラハム Hugh C. Graham                 | Kay Servatius Sully Kothman                           |                                                                                        |
| 1954 | ロサンゼルス         | Carole Ormaca Robin Greiner                       | マーガレット・グラハム Hugh C. Graham                 | Lucille Ash Sully Kothman                             |                                                                                        |
| 1955 | コロラドスプリングス | Carole Ormaca Robin Greiner                       | Lucille Ash Sully Kothman                             | Agnes Tyson Robert Swenning                           |                                                                                        |
| 1956 | フィラデルフィア     | Carole Ormaca Robin Greiner                       | Lucille Ash Sully Kothman                             | マリベル・オーウェン Charles Foster                   |                                                                                        |
| 1957 | バークレー           | ナンシー・ルディントン ロナルド・ルディントン     | Mary J. Watson John Jarmon                            | Anita Tefkin James Barlow                             |                                                                                        |
| 1958 | ミネアポリス         | ナンシー・ルディントン ロナルド・ルディントン     | Sheila Wells Robin Greiner                            | マリベル・オーウェン Dudley Richards                  |                                                                                        |
| 1959 | ロチェスター         | ナンシー・ルディントン ロナルド・ルディントン     | Gayle Freed Karl Freed                                | マリベル・オーウェン Dudley Richards                  |                                                                                        |
| 1960 | シアトル             | ナンシー・ルディントン ロナルド・ルディントン     | マリベル・オーウェン Dudley Richards                  | Ila Ray Hadley Ray Hadley, Jr.                        |                                                                                        |
| 1961 | コロラドスプリングス | マリベル・オーウェン Dudley Richards              | Ila Ray Hadley Ray Hadley, Jr.                        | Laurie Hickox William Hickox                          |                                                                                        |
| 1962 | ボストン             | Dorothyann Nelson Pieter Kollen                   | Judianne Fotheringill Jerry Fotheringill              | ヴィヴィアン・ジョゼフ ロナルド・ジョゼフ             |                                                                                        |
| 1963 | ロングビーチ         | Judianne Fotheringill Jerry Fotheringill          | ヴィヴィアン・ジョゼフ ロナルド・ジョゼフ             | Patti Gustafson Pieter Kollen                         |                                                                                        |
| 1964 | クリーブランド       | Judianne Fotheringill Jerry Fotheringill          | ヴィヴィアン・ジョゼフ ロナルド・ジョゼフ             | シンシア・カウフマン ロナルド・カウフマン             |                                                                                        |
| 1965 | レークプラシッド     | ヴィヴィアン・ジョゼフ ロナルド・ジョゼフ         | シンシア・カウフマン ロナルド・カウフマン             | Joanne Heckart Gary Clark                             |                                                                                        |
| 1966 | バークレー           | シンシア・カウフマン ロナルド・カウフマン         | Susan Berens Roy Wagelein                             | Page Paulsen Larry Duisch                             |                                                                                        |
| 1967 | オマハ               | シンシア・カウフマン ロナルド・カウフマン         | Susan Berens Roy Wagelein                             | ベティー・ルイス リチャード・ギルバート               |                                                                                        |
| 1968 | フィラデルフィア     | シンシア・カウフマン ロナルド・カウフマン         | Sandi Sweitzer Roy Wagelein                           | アリシア・スターバック ケニス・シェリー               |                                                                                        |
| 1969 | シアトル             | シンシア・カウフマン ロナルド・カウフマン         | アリシア・スターバック ケニス・シェリー               | Melissa Militano Mark Miltano                         |                                                                                        |
| 1970 | タルサ               | アリシア・スターバック ケニス・シェリー           | Melissa Militano Mark Miltano                         | Sheri Thrapp Larry Duisch                             |                                                                                        |
| 1971 | バッファロー         | アリシア・スターバック ケニス・シェリー           | Melissa Militano Mark Miltano                         | Barbara Brown Doug Berndt                             |                                                                                        |
| 1972 | ロングビーチ         | アリシア・スターバック ケニス・シェリー           | Melissa Militano Mark Miltano                         | Barbara Brown Doug Berndt                             |                                                                                        |
| 1973 | ミネアポリス         | Melissa Militano Mark Miltano                     | Gale Fuhrman Joel Fuhrman                             | Emily Benenson Johnny Johns                           |                                                                                        |
| 1974 | プロビデンス         | Melissa Militano Johnny Johns                     | タイ・バビロニア ランディ・ガードナー                 | Erica Susman Thomas Huff                              |                                                                                        |
| 1975 | オークランド         | Melissa Militano Johnny Johns                     | タイ・バビロニア ランディ・ガードナー                 | Emily Benenson Jack Courtney                          |                                                                                        |
| 1976 | コロラドスプリングス | タイ・バビロニア ランディ・ガードナー             | Alice Cook William Fauver                             | Emily Benenson Jack Courtney                          |                                                                                        |
| 1977 | ハートフォード       | タイ・バビロニア ランディ・ガードナー             | Gail Hamula Frank Sweiding                            | シェリル・フランクス マイケル・ボッティチェリ         |                                                                                        |
| 1978 | ポートランド         | タイ・バビロニア ランディ・ガードナー             | Gail Hamula Frank Sweiding                            | シェリル・フランクス マイケル・ボッティチェリ         |                                                                                        |
| 1979 | シンシナティ         | タイ・バビロニア ランディ・ガードナー             | ヴィッキー・ヒーズリー ロバート・ワーゲンホッファー   | シェリル・フランクス マイケル・ボッティチェリ         |                                                                                        |
| 1980 | アトランタ           | タイ・バビロニア ランディ・ガードナー             | キティ・カルザース ピーター・カルザース               | シェリル・フランクス マイケル・ボッティチェリ         |                                                                                        |
| 1981 | サンディエゴ         | キティ・カルザース ピーター・カルザース           | Lee Ann Miller William Fauver                         | Beth Flora Ken Flora                                  | マリア・ディドメニコ バート・ランコン                                                  |
| 1982 | インディアナポリス   | キティ・カルザース ピーター・カルザース           | マリア・ディドメニコ バート・ランコン                 | Lee Ann Miller William Fauver                         | ヴィッキー・ヒーズリー ピーター・オペガード                                            |
| 1983 | ピッツバーグ         | キティ・カルザース ピーター・カルザース           | Lee Ann Miller William Fauver                         | ジル・ワトソン バート・ランコン                       | ジリアン・ワックスマン Robert Daw                                                      |
| 1984 | ソルトレイクシティ   | キティ・カルザース ピーター・カルザース           | Lee Ann Miller William Fauver                         | ジル・ワトソン バート・ランコン                       | ジリアン・ワックスマン Robert Daw                                                      |
| 1985 | カンザスシティ       | ジル・ワトソン ピーター・オペガード               | Natalie Seybold Wayne Seybold                         | ジリアン・ワックスマン トッド・ワゴナー               | スーザン・ダンジェン ジェイソン・ダンジェン                                            |
| 1986 | ユニオンデール       | ジリアン・ワックスマン トッド・ワゴナー           | ジル・ワトソン ピーター・オペガード                   | Natalie Seybold Wayne Seybold                         | ケイティ・キーリー ジョゼフ・メロ                                                      |
| 1987 | タコマ               | ジル・ワトソン ピーター・オペガード               | ジリアン・ワックスマン トッド・ワゴナー               | ケイティ・キーリー ジョゼフ・メロ                     |                                                                                        |
| 1988 | デンバー             | ジル・ワトソン ピーター・オペガード               | ジリアン・ワックスマン トッド・ワゴナー               | Natalie Seybold Wayne Seybold                         | ケイティ・キーリー ジョゼフ・メロ                                                      |
| 1989 | ボルチモア           | クリスティー・ヤマグチ ルディ・ガリンド           | Natalie Seybold Wayne Seybold                         | ケイティ・キーリー ジョゼフ・メロ                     |                                                                                        |
| 1990 | ソルトレイクシティ   | クリスティー・ヤマグチ ルディ・ガリンド           | ナターシャ・クチキ トッド・サンド                     | Sharon Carz Doug Williams                             |                                                                                        |
| 1991 | ミネアポリス         | ナターシャ・クチキ トッド・サンド                 | カーラ・アーバンスキー ロッキー・マーバル             | ジェニー・メノー スコット・ウェントラント             |                                                                                        |
| 1992 | オーランド           | カーラ・アーバンスキー ロッキー・マーバル         | ジェニー・メノー スコット・ウェントラント             | ナターシャ・クチキ トッド・サンド                     | カレン・コートランド トッド・レイノルズ                                                |
| 1993 | フェニックス         | カーラ・アーバンスキー ロッキー・マーバル         | ジェニー・メノー トッド・サンド                       | カレン・コートランド トッド・レイノルズ               |                                                                                        |
| 1994 | デトロイト           | ジェニー・メノー トッド・サンド                   | 伊奈恭子 ジェイソン・ダンジェン                       | カレン・コートランド トッド・レイノルズ               | ナターシャ・クチキ ロッキー・マーバル                                                  |
| 1995 | プロビデンス         | ジェニー・メノー トッド・サンド                   | 伊奈恭子 ジェイソン・ダンジェン                       | Stephanie Stiegler Lance Travis                       | Shelby Lyons Brian Wells                                                               |
| 1996 | サンノゼ             | ジェニー・メノー トッド・サンド                   | 伊奈恭子 ジェイソン・ダンジェン                       | Shelby Lyons Brian Wells                              | Stephanie Stiegler ジョン・ジマーマン                                                  |
| 1997 | ナッシュビル         | 伊奈恭子 ジェイソン・ダンジェン                   | ジェニー・メノー トッド・サンド                       | Stephanie Stiegler ジョン・ジマーマン                 | Shelby Lyons Brian Wells                                                               |
| 1998 | フィラデルフィア     | 伊奈恭子 ジェイソン・ダンジェン                   | Shelby Lyons Brian Wells                              | ダニエル・ハートセル スティーブ・ハートセル           |                                                                                        |
| 1999 | ソルトレイクシティ   | ダニエル・ハートセル スティーブ・ハートセル       | 伊奈恭子 ジョン・ジマーマン                           | ローラ・ハンディー ポール・ビネボーズ                 |                                                                                        |
| 2000 | クリーブランド       | 伊奈恭子 ジョン・ジマーマン                       | ティファニー・スコット フィリップ・デュレボーン       | Larisa Spielberg Craig Joeright                       |                                                                                        |
| 2001 | ボストン             | 伊奈恭子 ジョン・ジマーマン                       | ティファニー・スコット フィリップ・デュレボーン       | ダニエル・ハートセル スティーブ・ハートセル           | Stephanie Kalesavich アーロン・パーチェム                                              |
| 2002 | ロサンゼルス         | 伊奈恭子 ジョン・ジマーマン                       | ティファニー・スコット フィリップ・デュレボーン       | Stephanie Kalesavich アーロン・パーチェム             | 井上怜奈 ジョン・ボルドウィン                                                          |
| 2003 | ダラス               | ティファニー・スコット フィリップ・デュレボーン   | ケイティー・オーシャー ギャレット・ルキャッシュ       | 井上怜奈 ジョン・ボルドウィン                         |                                                                                        |
| 2004 | アトランタ           | 井上怜奈 ジョン・ボルドウィン                     | ケイティー・オーシャー ギャレット・ルキャッシュ       | ティファニー・スコット フィリップ・デュレボーン       | ジェニファー・ドン ジョナソン・ハント                                                  |
| 2005 | ポートランド         | ケイティー・オーシャー ギャレット・ルキャッシュ   | 井上怜奈 ジョン・ボルドウィン                         | マーシー・ヒンツマン アーロン・パーチェム             | ティファニー・スコット フィリップ・デュレボーン                                        |
| 2006 | セントルイス         | 井上怜奈 ジョン・ボルドウィン                     | マーシー・ヒンツマン アーロン・パーチェム             | ケイティー・オーシャー ギャレット・ルキャッシュ       | ティファニー・スコット ラスティー・ファイン                                            |
| 2007 | スポケーン           | ブルック・キャスティル ベンジャミン・オコルスキー | 井上怜奈 ジョン・ボルドウィン                         | ナオミ・ナリ・ナム テミストクレス・レフテリス         |                                                                                        |
| 2008 | セントポール         | キオーナ・マクラフリン ロックニ・ブルーベイカー   | 井上怜奈 ジョン・ボルドウィン                         | ブルック・キャスティル ベンジャミン・オコルスキー     | ティファニー・ヴァイス デレク・トレント                                                |
| 2009 | クリーブランド       | キオーナ・マクラフリン ロックニ・ブルーベイカー   | ケイディー・デニー ジェレミー・バレット               | 井上怜奈 ジョン・ボルドウィン                         | アマンダ・エボラ マーク・ラドウィッグ                                                  |
| 2010 | スポケーン           | ケイディー・デニー ジェレミー・バレット           | アマンダ・エボラ マーク・ラドウィッグ                 | 井上怜奈 ジョン・ボルドウィン                         | ブルック・キャスティル ベンジャミン・オコルスキー                                      |
| 2011 | グリーンズボロ       | ケイトリン・ヤンコウスカス ジョン・コフリン       | アマンダ・エボラ マーク・ラドウィッグ                 | ケイディー・デニー ジェレミー・バレット               | マリー・ベス・マーリー ロックニ・ブルーベイカー                                        |
| 2012 | サンノゼ             | ケイディー・デニー ジョン・コフリン               | マリー・ベス・マーリー ロックニ・ブルーベイカー       | アマンダ・エボラ マーク・ラドウィッグ                 | グレッチェン・ドンラン アンドリュー・スペロフ                                          |
| 2013 | オマハ               | マリッサ・キャステリ サイモン・シュナピア         | アレクサ・シメカ クリス・クニエリム                   | フェリシア・ザン ネイサン・バーソロメイ               | リンゼイ・デイヴィス マーク・ラドウィッグ                                              |
| 2014 | ボストン             | マリッサ・キャステリ サイモン・シュナピア         | フェリシア・ザン ネイサン・バーソロメイ               | ケイディー・デニー ジョン・コフリン                   | アレクサ・シメカ クリス・クニエリム                                                    |
| 2015 | グリーンズボロ       | アレクサ・シメカ クリス・クニエリム               | ヘイヴン・デニー ブランドン・フレイジャー             | タラ・ケイン ダニエル・オシェイ                       | マデリーン・アーロン マックス・セットレージ                                            |
| 2016 | セントポール         | タラ・ケイン ダニエル・オシェイ                   | アレクサ・シメカ クリス・クニエリム                   | マリッサ・キャステリ マーヴィン・トラン               | マデリーン・アーロン マックス・セットレージ                                            |
| 2017 | カンザスシティ       | ヘイヴン・デニー ブランドン・フレイジャー         | マリッサ・キャステリ マーヴィン・トラン               | アシュリー・ケイン ティモシー・ルデュク               | ディアナ・ステラート ネイサン・バーソロメイ                                            |
| 2018 | サンノゼ             | アレクサ・シメカ クリス・クニエリム               | タラ・ケイン ダニエル・オシェイ                       | ディアナ・ステラート ネイサン・バーソロメイ           | アシュリー・ケイン ティモシー・ルデュク                                                |
| 2019 | デトロイト           | アシュリー・ケイン ティモシー・ルデュク           | ヘイヴン・デニー ブランドン・フレイジャー             | ディアナ・ステラート・デュデク ネイサン・バーソロメイ | タラ・ケイン ダニエル・オシェイ                                                        |
| 2020 | グリーンズボロ       | アレクサ・クニエリム クリス・クニエリム           | ジェシカ・カララン ブライアン・ジョンソン             | タラ・ケイン ダニエル・オシェイ                       | アシュリー・ケイン ティモシー・ルデュク                                                |
| 2021 | ラスベガス           | アレクサ・クニエリム ブランドン・フレイジャー     | ジェシカ・カララン ブライアン・ジョンソン             | アシュリー・ケイン ティモシー・ルデュク               | オードリー・ルー（英語: Audrey Lu） ミーシャ・ミトロファノフ（英語: Misha Mitrofanov） |
| 2022 | ナッシュビル         | アシュリー・ケイン＝グリブル ティモシー・ルデュク | ジェシカ・カララン ブライアン・ジョンソン             | オードリー・ルー ミーシャ・ミトロファノフ             | エミリー・チャン スペンサー・アキラ・ハウ                                              |
| 2023 | サンノゼ             | アレクサ・クニエリム ブランドン・フレイジャー     | エミリー・チャン スペンサー・アキラ・ハウ             | エリー・カム ダニエル・オシェイ                       | Sonia Baram Daniel Tioumentsev                                                         |
| 2024 | コロンバス           | エリー・カム ダニエル・オシェイ                   | アリサ・エフィモワ ミーシャ・ミトロファノフ           | Valentina Plazas Maximiliano Fernandez                | Chelsea Liu Balazs Nagy                                                                |
| 2025 | ウィチタ             | アリサ・エフィモワ ミーシャ・ミトロファノフ       | ケイティ・マクベス ダニイル・パークマン               | エリー・カム ダニエル・オシェイ                       | エミリー・チャン スペンサー・アキラ・ハウ                                              |

### アイスダンス
| 年   | 開催地               | 金                                                | 銀                                                    | 銅                                                | 4位                                                             |
| 1936 | ボストン             | マージョリー・パーカー・スミス Joseph Savage      | Nettie Prantell Harold Hartshorne                     | クララ・フロシンガム Ashton Parmeter              |                                                                 |
| 1937 | シカゴ               | Nettie Prantell Harold Hartshorne                 | マージョリー・パーカー・スミス Joseph Savage          | Ardelle Kloss Roland Jansea                       |                                                                 |
| 1938 | フィラデルフィア     | Nettie Prantell Harold Hartshorne                 | Katherine Durbrow Joseph Savage                       | Louise W. Atwell Otto Dallmayr                    |                                                                 |
| 1939 | セントポール         | サンディー・マクドナルド Harold Hartshorne        | Nettie Prantell Joseph Savage                         | マージョリー・パーカー・スミス George Boltres     |                                                                 |
| 1940 | クリーブランド       | サンディー・マクドナルド Harold Hartshorne        | Nettie Prantell George Boltres                        | Vernafay Thysell Paul Harrington                  |                                                                 |
| 1941 | ボストン             | サンディー・マクドナルド Harold Hartshorne        | エリザベス・ケネディ ユージン・ターナー               | Edith Whetstone A.L. Richards                     |                                                                 |
| 1942 | シカゴ               | Edith Whetstone A.L. Richards                     | サンディー・マクドナルド Harold Hartshorne            | Ramona Allen Herman Torrano                       |                                                                 |
| 1943 | ニューヨーク         | Marcella May James Lochead                        | マージョリー・パーカー・スミス Joseph Savage          | Nettie Prantell Harold Hartshorne                 |                                                                 |
| 1944 | ミネアポリス         | Marcella May James Lochead                        | Kathe Mehl Harold Hartshorne                          | マリー・アンダーソン ジャック・アンダーソン       |                                                                 |
| 1945 | ニューヨーク         | Kathe Mehl Williams Robert Swenning               | Marcella May James Lochead                            | アン・デイヴィス カールトン・ホフナー             |                                                                 |
| 1946 | シカゴ               | アン・デイヴィス カールトン・ホフナー             | Lois Waring Walter Bainbridge                         | カーメル・ボーデル エドワード・ボーデル           |                                                                 |
| 1947 | バークレー           | Lois Waring Walter Bainbridge                     | アン・デイヴィス カールトン・ホフナー                 | Marcella May Frank Davenport                      |                                                                 |
| 1948 | コロラドスプリングス | Lois Waring Walter Bainbridge                     | アン・デイヴィス カールトン・ホフナー                 | Irene Maguire Frank Davenport                     |                                                                 |
| 1949 | コロラドスプリングス | Lois Waring Walter Bainbridge                     | Irene Maguire Walter Muehlbronner                     | カーメル・ボーデル エドワード・ボーデル           |                                                                 |
| 1950 | ワシントン           | Lois Waring Michael McGean                        | Irene Maguire Walter Muehlbronner                     | アン・デイヴィス カールトン・ホフナー             |                                                                 |
| 1951 | シアトル             | カーメル・ボーデル エドワード・ボーデル           | Virginia Hoyns ドナルド・ジャコビー                   | キャロル・ピータース ダニエル・ライアン           |                                                                 |
| 1952 | コロラドスプリングス | Lois Waring Michael McGean                        | キャロル・ピータース ダニエル・ライアン               | カーメル・ボーデル エドワード・ボーデル           |                                                                 |
| 1953 | ハリスバーグ         | キャロル・ピータース ダニエル・ライアン           | Virginia Hoyns ドナルド・ジャコビー                   | カーメル・ボーデル エドワード・ボーデル           |                                                                 |
| 1954 | ロサンゼルス         | カーメル・ボーデル エドワード・ボーデル           | Phyllis Forney Martin Forney                          | Patsy Reidel Roland Junso                         |                                                                 |
| 1955 | コロラドスプリングス | カーメル・ボーデル エドワード・ボーデル           | Joan Zamboni Roland Junso                             | Phyllis Forney Martin Forney                      |                                                                 |
| 1956 | フィラデルフィア     | Joan Zamboni Roland Junso                         | カーメル・ボーデル エドワード・ボーデル               | Sidney Arnold Franklin Nelson                     |                                                                 |
| 1957 | バークレー           | シャロン・マッケンジー バート・ライト             | アンドレー・アンダーソン ドナルド・ジャコビー         | Joan Zamboni Roland Junso                         |                                                                 |
| 1958 | ミネアポリス         | アンドレー・アンダーソン ドナルド・ジャコビー     | Claire O'Neil John Bejshak                            | Susan Sebo ティモシー・ブラウン                   |                                                                 |
| 1959 | ロチェスター         | アンドレー・アンダーソン ドナルド・ジャコビー     | Margie Ackles Charles Phillips                        | Judy Ann Lamar ロナルド・ルディントン             |                                                                 |
| 1960 | シアトル             | Margie Ackles Charles Phillips                    | Marilyn Meeker Larry Pierce                           | Yvonne Littlefield Roger Campbell                 |                                                                 |
| 1961 | コロラドスプリングス | Diane Sherbloom Larry Pierce                      | Dona Lee Carrier Roger Campbell                       | Patricia Dineen Robert Dineen                     |                                                                 |
| 1962 | ボストン             | Yvonne Littlefield Peter Betts                    | Dorothyann Nelson Pieter Kollen                       | ローナ・ダイアー ジョン・キャレル                 |                                                                 |
| 1963 | ロングビーチ         | Sally Schantz Stanley Urban                       | Yvonne Littlefield Peter Betts                        | ローナ・ダイアー ジョン・キャレル                 |                                                                 |
| 1964 | クリーブランド       | Darleen Streich Charles Fetter                    | Carole MacSween Robert Munz                           | ローナ・ダイアー ジョン・キャレル                 |                                                                 |
| 1965 | レークプラシッド     | クリスティン・フォーチュン デニス・スヴェウム     | ローナ・ダイアー ジョン・キャレル                     | Susan Urban Stanley Urban                         |                                                                 |
| 1966 | バークレー           | クリスティン・フォーチュン デニス・スヴェウム     | ローナ・ダイアー ジョン・キャレル                     | Susan Urban Stanley Urban                         |                                                                 |
| 1967 | オマハ               | ローナ・ダイアー ジョン・キャレル                 | Alma Davenport Roger Berry                            | ジュディ・シュヴォマイヤー ジェームス・スラドキー |                                                                 |
| 1968 | フィラデルフィア     | ジュディ・シュヴォマイヤー ジェームス・スラドキー | Vicki Camper Eugene Heffron                           | Debbie Gerken Raymond Tiedemann                   |                                                                 |
| 1969 | シアトル             | ジュディ・シュヴォマイヤー ジェームス・スラドキー | Joan Bitterman Brad Hislop                            | Debbie Gerken Raymond Tiedemann                   |                                                                 |
| 1970 | タルサ               | ジュディ・シュヴォマイヤー ジェームス・スラドキー | Anne Miller Harvey Miller                             | Debbie Ganson Brad Hislop                         |                                                                 |
| 1971 | バッファロー         | ジュディ・シュヴォマイヤー ジェームス・スラドキー | Anne Miller Harvey Miller                             | Mary Campbell Johnny Johns                        |                                                                 |
| 1972 | ロングビーチ         | ジュディ・シュヴォマイヤー ジェームス・スラドキー | Anne Miller Harvey Miller                             | Mary Campbell Johnny Johns                        |                                                                 |
| 1973 | ミネアポリス         | Mary Campbell Johnny Johns                        | Anne Miller Harvey Miller                             | Jane Pankey Richard Horne                         |                                                                 |
| 1974 | プロビデンス         | コリーン・オコーナー ジェームズ・ミルンズ         | Anne Miller Harvey Miller                             | Michelle Ford Glenn Patterson                     |                                                                 |
| 1975 | オークランド         | コリーン・オコーナー ジェームズ・ミルンズ         | ジュディ・ジェノベージ ケント・ウェイグル             | Michelle Ford Glenn Patterson                     |                                                                 |
| 1976 | コロラドスプリングス | コリーン・オコーナー ジェームズ・ミルンズ         | ジュディ・ジェノベージ ケント・ウェイグル             | スーザン・ケリー アンドリュー・ストロウコフ       |                                                                 |
| 1977 | ハートフォード       | ジュディ・ジェノベージ ケント・ウェイグル         | スーザン・ケリー アンドリュー・ストロウコフ           | Michelle Ford Glenn Patterson                     |                                                                 |
| 1978 | ポートランド         | ステイシー・スミス ジョン・サマーズ               | キャロル・フォックス リチャード・ダリー               | スーザン・ケリー アンドリュー・ストロウコフ       |                                                                 |
| 1979 | シンシナティ         | ステイシー・スミス ジョン・サマーズ               | キャロル・フォックス リチャード・ダリー               | ジュディ・ブルンバーグ マイケル・シーバート       |                                                                 |
| 1980 | アトランタ           | ステイシー・スミス ジョン・サマーズ               | ジュディ・ブルンバーグ マイケル・シーバート           | キャロル・フォックス リチャード・ダリー           |                                                                 |
| 1981 | サンディエゴ         | ジュディ・ブルンバーグ マイケル・シーバート       | キャロル・フォックス リチャード・ダリー               | Kim Krohn Barry Hagan                             |                                                                 |
| 1982 | インディアナポリス   | ジュディ・ブルンバーグ マイケル・シーバート       | キャロル・フォックス リチャード・ダリー               | Elisa Spitz スコット・グレゴリー                  |                                                                 |
| 1983 | ピッツバーグ         | ジュディ・ブルンバーグ マイケル・シーバート       | Elisa Spitz スコット・グレゴリー                      | キャロル・フォックス リチャード・ダリー           |                                                                 |
| 1984 | ソルトレイクシティ   | ジュディ・ブルンバーグ マイケル・シーバート       | キャロル・フォックス リチャード・ダリー               | Elisa Spitz スコット・グレゴリー                  |                                                                 |
| 1985 | カンザスシティ       | ジュディ・ブルンバーグ マイケル・シーバート       | レネー・ロカ ドナルド・アデア                         | スザンヌ・セマニック スコット・グレゴリー         | Lois Luciani ラス・ウィサビー                                   |
| 1986 | ユニオンデール       | レネー・ロカ ドナルド・アデア                     | スザンヌ・セマニック スコット・グレゴリー             | Lois Luciani ラス・ウィサビー                     | スーザン・ウィン ジョセフ・ドルアー                             |
| 1987 | タコマ               | スザンヌ・セマニック スコット・グレゴリー         | レネー・ロカ ドナルド・アデア                         | スーザン・ウィン ジョセフ・ドルアー               | エイプリル・サージェント ラス・ウィサビー                       |
| 1988 | デンバー             | スザンヌ・セマニック スコット・グレゴリー         | スーザン・ウィン ジョセフ・ドルアー                   | エイプリル・サージェント ラス・ウィサビー         | レネー・ロカ James Yorke                                        |
| 1989 | ボルチモア           | スーザン・ウィン ジョセフ・ドルアー               | エイプリル・サージェント ラス・ウィサビー             | スザンヌ・セマニック Ron Kravette                 |                                                                 |
| 1990 | ソルトレイクシティ   | スーザン・ウィン ジョセフ・ドルアー               | エイプリル・サージェント ラス・ウィサビー             | スザンヌ・セマニック Ron Kravette                 |                                                                 |
| 1991 | ミネアポリス         | エリザベス・プンサラン ジェロード・スワロー       | エイプリル・サージェント ラス・ウィサビー             | Jeanne Miley Michael Verlich                      |                                                                 |
| 1992 | オーランド           | エイプリル・サージェント ラス・ウィサビー         | レイチャル・マイヤー ピーター・ブリーン               | エリザベス・プンサラン ジェロード・スワロー       |                                                                 |
| 1993 | フェニックス         | レネー・ロカ ゴーシャ・サー                       | スーザン・ウィン ラス・ウィサビー                     | エリザベス・プンサラン ジェロード・スワロー       | Amy Webster Ron Kravette                                        |
| 1994 | デトロイト           | エリザベス・プンサラン ジェロード・スワロー       | スーザン・ウィン ラス・ウィサビー                     | Amy Webster Ron Kravette                          |                                                                 |
| 1995 | プロビデンス         | レネー・ロカ ゴーシャ・サー                       | エリザベス・プンサラン ジェロード・スワロー           | Amy Webster Ron Kravette                          | Kate Robinson ピーター・ブリーン                                |
| 1996 | サンノゼ             | エリザベス・プンサラン ジェロード・スワロー       | レネー・ロカ ゴーシャ・サー                           | イヴ・シャロム マシュー・ゲイツ                   | Kate Robinson ピーター・ブリーン                                |
| 1997 | ナッシュビル         | エリザベス・プンサラン ジェロード・スワロー       | イヴ・シャロム マシュー・ゲイツ                       | Kate Robinson ピーター・ブリーン                  | Amy Webster Ron Kravette                                        |
| 1998 | フィラデルフィア     | エリザベス・プンサラン ジェロード・スワロー       | ジェシカ・ジョセフ チャールズ・バトラー               | ナオミ・ラング ピーター・チェルニシェフ           | イヴ・シャロム マシュー・ゲイツ                                 |
| 1999 | ソルトレイクシティ   | ナオミ・ラング ピーター・チェルニシェフ           | イヴ・シャロム マシュー・ゲイツ                       | Deborah Koegel Oleg Fediukov                      |                                                                 |
| 2000 | クリーブランド       | ナオミ・ラング ピーター・チェルニシェフ           | ジェイミー・シルバースタイン ジャスティン・ペカレック | Deborah Koegel Oleg Fediukov                      |                                                                 |
| 2001 | ボストン             | ナオミ・ラング ピーター・チェルニシェフ           | タニス・ベルビン ベンジャミン・アゴスト               | ジェシカ・ジョセフ ブランドン・フォーサイス       |                                                                 |
| 2002 | ロサンゼルス         | ナオミ・ラング ピーター・チェルニシェフ           | タニス・ベルビン ベンジャミン・アゴスト               | メリッサ・グレゴリー デニス・ペチュホフ           |                                                                 |
| 2003 | ダラス               | ナオミ・ラング ピーター・チェルニシェフ           | タニス・ベルビン ベンジャミン・アゴスト               | メリッサ・グレゴリー デニス・ペチュホフ           | Loren Galler-Rabinowitz デヴィッド・ミッチェル                  |
| 2004 | アトランタ           | タニス・ベルビン ベンジャミン・アゴスト           | メリッサ・グレゴリー デニス・ペチュホフ               | Loren Galler-Rabinowitz デヴィッド・ミッチェル    |                                                                 |
| 2005 | ポートランド         | タニス・ベルビン ベンジャミン・アゴスト           | メリッサ・グレゴリー デニス・ペチュホフ               | リディア・マノン ライアン・オメラ                 |                                                                 |
| 2006 | セントルイス         | タニス・ベルビン ベンジャミン・アゴスト           | メリッサ・グレゴリー デニス・ペチュホフ               | ジェイミー・シルバースタイン ライアン・オメラ     | モーガン・マシューズ マキシム・ザボジン                         |
| 2007 | スポケーン           | タニス・ベルビン ベンジャミン・アゴスト           | メリッサ・グレゴリー デニス・ペチュホフ               | メリル・デイヴィス チャーリー・ホワイト           | キンバリー・ナバーロ ブレント・ボメントレ                       |
| 2008 | セントポール         | タニス・ベルビン ベンジャミン・アゴスト           | メリル・デイヴィス チャーリー・ホワイト               | キンバリー・ナバーロ ブレント・ボメントレ         | エミリー・サミュエルソン エヴァン・ベイツ                       |
| 2009 | クリーブランド       | メリル・デイヴィス チャーリー・ホワイト           | エミリー・サミュエルソン エヴァン・ベイツ             | キンバリー・ナバーロ ブレント・ボメントレ         | マディソン・ハベル キーファー・ハベル                           |
| 2010 | スポケーン           | メリル・デイヴィス チャーリー・ホワイト           | タニス・ベルビン ベンジャミン・アゴスト               | エミリー・サミュエルソン エヴァン・ベイツ         | キンバリー・ナバーロ ブレント・ボメントレ                       |
| 2011 | グリーンズボロ       | メリル・デイヴィス チャーリー・ホワイト           | マイア・シブタニ アレックス・シブタニ                 | マディソン・チョック グレッグ・ズーライン         | マディソン・ハベル キーファー・ハベル                           |
| 2012 | サンノゼ             | メリル・デイヴィス チャーリー・ホワイト           | マイア・シブタニ アレックス・シブタニ                 | マディソン・ハベル ザカリー・ダナヒュー           | リン・クリーンクライルート ローガン・ジュリエッティ＝シュミット |
| 2013 | オマハ               | メリル・デイヴィス チャーリー・ホワイト           | マディソン・チョック エヴァン・ベイツ                 | マイア・シブタニ アレックス・シブタニ             | マディソン・ハベル ザカリー・ダナヒュー                         |
| 2014 | ボストン             | メリル・デイヴィス チャーリー・ホワイト           | マディソン・チョック エヴァン・ベイツ                 | マイア・シブタニ アレックス・シブタニ             | マディソン・ハベル ザカリー・ダナヒュー                         |
| 2015 | グリーンズボロ       | マディソン・チョック エヴァン・ベイツ             | マイア・シブタニ アレックス・シブタニ                 | マディソン・ハベル ザカリー・ダナヒュー           | ケイトリン・ホワイエク ジャン＝リュック・ベイカー               |
| 2016 | セントポール         | マイア・シブタニ アレックス・シブタニ             | マディソン・チョック エヴァン・ベイツ                 | マディソン・ハベル ザカリー・ダナヒュー           | アナスタシア・カヌーシオ コリン・マクマヌス                     |
| 2017 | カンザスシティ       | マイア・シブタニ アレックス・シブタニ             | マディソン・チョック エヴァン・ベイツ                 | マディソン・ハベル ザカリー・ダナヒュー           | エリアナ・ポグレビンスキー アレックス・ブノワ                   |
| 2018 | サンノゼ             | マディソン・ハベル ザカリー・ダナヒュー           | マイア・シブタニ アレックス・シブタニ                 | マディソン・チョック エヴァン・ベイツ             | ケイトリン・ホワイエク ジャン＝リュック・ベイカー               |
| 2019 | デトロイト           | マディソン・ハベル ザカリー・ダナヒュー           | マディソン・チョック エヴァン・ベイツ                 | ケイトリン・ホワイエク ジャン＝リュック・ベイカー | ロレイン・マクナマラ クイン・カーペンター                       |
| 2020 | グリーンズボロ       | マディソン・チョック エヴァン・ベイツ             | マディソン・ハベル ザカリー・ダナヒュー               | ケイトリン・ホワイエク ジャン＝リュック・ベイカー | クリスティーナ・カレイラ アンソニー・ポノマレンコ               |
| 2021 | ラスベガス           | マディソン・ハベル ザカリー・ダナヒュー           | マディソン・チョック エヴァン・ベイツ                 | ケイトリン・ホワイエク ジャン＝リュック・ベイカー | キャロライン・グリーン マイケル・パーソンズ                     |
| 2022 | ナッシュビル         | マディソン・チョック エヴァン・ベイツ             | マディソン・ハベル ザカリー・ダナヒュー               | ケイトリン・ホワイエク ジャン＝リュック・ベイカー | キャロライン・グリーン マイケル・パーソンズ                     |
| 2023 | サンノゼ             | マディソン・チョック エヴァン・ベイツ             | キャロライン・グリーン マイケル・パーソンズ           | クリスティーナ・カレイラ アンソニー・ポノマレンコ | Emilea Zingas Vadym Kolesnik                                    |
| 2024 | コロンバス           | マディソン・チョック エヴァン・ベイツ             | クリスティーナ・カレイラ アンソニー・ポノマレンコ     | Emily Bratti Ian Somerville                       | キャロライン・グリーン マイケル・パーソンズ                     |
| 2025 | ウィチタ             | マディソン・チョック エヴァン・ベイツ             | クリスティーナ・カレイラ アンソニー・ポノマレンコ     | キャロライン・グリーン マイケル・パーソンズ       | エミリア・ジンガス ヴァディム・コレスニク                       |